# Raymond Bertholet
Raymond Bertholet, né le 18 mars 1909 à Genève et mort le 26 décembre 1979 dans la même ville, est un homme politique socialiste et syndicaliste suisse.

## Biographie
Raymond Bertholet naît le 18 mars 1909 à Genève ; il est le fils du banquier Paul Bertholet et de Marie Eugénie née Monthoux. Bertholet effectue un apprentissage de monteur-électricien puis co-fonde en 1935 la Société coopérative d'installations électriques avec Charles Rosselet. En outre, il agit en tant que membre fondateur en 1928 et en tant que président de 1932 à 1947 du syndicat des monteurs-électriciens au sein de la Fédération suisse des ouvriers du bois et du bâtiment (FOBB). Par la suite, Bertholet est vice-président de la section genevoise de la FOBB de 1954 à 1962.
Il est également membre du consistoire de l'Église protestante de Genève et participe à la fondation du Centre social protestant de Genève. Raymond Bertholet, marié à Madeleine née Kernen, meurt le 26 décembre 1979 à Genève à l'âge de 70 ans. Il est le frère de René Bertholet.

## Mandats politiques
Raymond Bertholet rejoint le Parti socialiste suisse à l'âge de 18 ans. De 1951 à 1964, il est membre du Grand Conseil du canton de Genève. Au niveau fédéral, il siège au Conseil national de 1963 à 1967. Raymond Bertholet, considéré comme un syndicaliste engagé et un militant pacifiste, est le premier objecteur de conscience à occuper un siège au Conseil national.